# پیرس کارج
پیرس ریموند کارِج (انگلیسی: Piers Raymond Courage؛ زادهٔ ۲۷ مهٔ ۱۹۴۲ در کولچستر، اسکس، درگذشتهٔ ۲۱ ژوئن ۱۹۷۰ در پیست پارک زاندفورت، زاندفورت) رانندهٔ مسابقات اتومبیل‌رانی اهل بریتانیا بود که از فصل ۱۹۶۷ تا ۱۹۷۰ در مجموع در ۲۹ گراند پری از مسابقات جهانی فرمول یک شرکت کرد.
او در طول دوران فعالیت خود در فرمول یک، ۲ بار بر روی سکو رفت و ۲۰ امتیاز را نیز به نام خود به‌ثبت رساند.
کارج در ۲۱ ژوئن ۱۹۷۰ بر اثر تصادف رانندگی به‌هنگام مسابقه و برخورد تایر خودرو با سرش در پیست پارک زاندفورت، زاندفورت درگذشت.